# 타이베이 첩운 중허신루선
타이베이 첩운 중허신루선(중국어 정체자: 中和新蘆線, 한자음: 중화신로선, 영어: Zhonghe-Xinlu line)은 중화민국(대만)의 타이베이 MRT 공사에서 운영 중인 타이베이 첩운 노선이다. 2013년 6월 29일에 전 구간이 개통되었다. 이 노선은 신베이시와 타이베이시 간을 이으며, 타오위안시에 종착역을 두고 있다.
루저우구와 산청구 지역에 주민들이 타이베이시내를 오가며 교통량이 많아서 이를 충족시키기 위해 건설된 도시철도 노선이다. 루저우선은 기술적으로 다차오터우-루저우 구간이지만, 신좡선은 일반적으로 루저우선의 일부에 포함된다. 모든 역에 스크린도어가 장착되어 있다.

## 연혁

### "단수이-난스자오" 시기
- 1992년 6월 : 중허선(中和線) 건설 시작.
- 1998년 12월 24일 : "구팅(古亭)-난스자오(南勢角)" 구간의 개통과 함께 신뎬선과 단수이선 직통으로 운행되었다. 운행 범위는 "단수이(淡水)-난스자오(南勢角)" 구간으로 채택되었다.

### "베이터우-난스자오" 시기
- 1999년 11월 11일 : 신뎬선 전선 개통과 함께, 중허선 열차가 "베이터우(北投)-난스자오(南勢角)" 구간으로 바뀌었다.
- 2002년 : MRT 네트워크의 2차 단계를 통한 신좡선(新莊線)과 루저우선(蘆洲線)의 건설 시작.
- 2007년 9월 : 루저우선의 궤도 배치공사를 시작.
- 2008년 9월 25일 : 루저우선의 궤도 공사가 완료되고, 동시에 타이베이 첩운 신좡선 타이베이시 구간 궤도 공사도 완료되었다.
- 2009년 4월 1일 : 루저우선 및 신좡선의 타이베이시 구간 시운전 실시.
- 2010년 7월 ：루저우선 전 구간( “루저우~다차오터우” )과 신좡선의 타이베이시 구간( “다차오터우~중샤오신성” )이 완공.
- 2010년 8월 3일 : 교통국에서 예비 조정 회의 준비 작업을 시행.
- 2010년 9월 4일 ~ 9월 5일 : 신베이시, 타이베이시 교통국에서, 루저우선과 신좡선 “다차오터우~중샤오신성” 구간의 예비 조사 시행.
- 2010년 9월 28일 : 개선 완성을 위한 개선조사를 실시하기 전에, 타이베이시에서 조사를 수행하기 위해 교통부에 보고.
- 2010년 10월 16일 ~ 10월 17일 : 교통부에서 루저우선 조사 작업을 시행.

### "베이터우-난스자오" 및 신루 선 시기
- 2010년 11월 3일 : 루저우선 전구간과 신좡선 “다차오터우~중샤오신성” 구간의 개통과 함께 한 달 무료 시승권이 제공되었고, 루저우 차량 기지의 관리하에 들어갔다. 단수이선 베이터우 차량기지(北投機廠)에서 건설 차량, 철도 연삭 차량, 차량 정비용 차량, 시운전용 전동차을 유지 보수 및 지원하며, 구팅과 둥먼 역 사이의 전용 선로를 통해 본선으로 들어온다.[2]
- 2011년 10월 9일 : 신좡선 “푸런대학~중샤오신성” 구간의 열차 시운전 실시, 루저우선 편수 사이에 끼어 있으며, 그 외에서 운행되지 않았다.
- 2011년 11월 26일 ~ 11월 27일 : 타이베이시 교통국에서 신좡선 “푸런대학~다차오터우” 구간에 대한 첫번째 조사를 실시.
- 2011년 12월 17일 ~ 12월 18일 : 교통부에서 신좡선 “푸런대학~다차오터우” 구간에 대한 조사를 수행.
- 2012년 1월 5일 :  “푸런대학~다차오터우” 구간이 오후 2시에 공식적으로 개통했으며, 1개월 동안 무료 평가판 EasyCard가 제공되었다. 신좡 차량기지(新莊機廠) 계획이 완료되지 않았기 때문에, 열차 주박 및 배차 필요성 완화하기 위해, 단펑~후이룽의 공간에 일시적으로 임시 차량기지로 사용했다. 미개업된 역과의 연결을 위해,후이룽,단펑,타이산민중(泰山民眾)에 4개 도로 무료 셔틀버스가 새로 개장되었다.[3][4]
- 2012년 8월 24일 ~ 8월 25일 : 저녁 10시 30분부터 둥먼 역 첫 조사가 진행.
- 2012년 9월 14일 : 교통부에서 동문 역의 조사 작업을 처리.
- 2012년 9월 29일 : 신좡선의 “중샤오신성~구팅” 구간이 완공됨에 따라 “베이터우~난스자오” 구간 열차가 오후 11시에 끝을 맺었다.

### 중허신루선 전구간 개통
- 2012년 9월 30일 : “중샤오신성~구팅” 구간의 개통으로, 운행계통이 “푸런대학~난스자오” 및 “루저우~난스자오” 로 변경. 중허선은 공식적으로 신루 선과 직결운행되어 중허신루선(中和新蘆線)으로 변경, “베이터우~난스자오” 운행계통이 폐지.
- 2013년 2월 23일 : 신좡선 “후이룽~푸런대학” 의 열차 시운전을 실시.
- 2013년 5월 24일 : 교통국에서 “후이룽~푸런대학” 구간 첫 조사를 실시.
- 2013년 6월 14일 : “후이룽~푸런대학” 조사 수행을 교통부에 보고.
- 2013년 6월 29일 : “후이룽~푸런대학” 구간 개통, 신좡 차량기지(新莊機廠)는 아직 완공되지 않아 중허 차량기지(中和機廠) 배치에 맞추어 개통후 임시로 사용하였다.
- 2014년 4월 7일 : 오후 9시 39분에 융안시장 역과 난스자오 역 간의 비정상적인 전력 공급으로 인해, 운행계통을 “루저우-중샤오신성/딩시” 와 “후이룽-중샤오신성/딩시” 로 축소. 10시 8분 이후 정상화.
- 2014년 10월 11일 : 타이베이 MRT 공사에서 운행 노선명과 번호를 발표. 노선명은 귤선(橘線), 번호는 4호선, 운행 구역을 2가지로 구분하여 신좡 방향은 4A, 루저우 방향은 4B로 설정.
- 2016년 10월：타이베이 MRT 공사에서 역번호 추가 작업 실시, 역번호는 "노선색 영어 접두사"와 "두자리수 번호"로 사용되며, 원래의 4호선 숫자는 "O"로 조정.[5]
- 2016년 11월 : 난스자오 역을 마지막으로, 전역에 스크린도어 설치 완료.
- 2018년 ：신좡 차량기지 가동 시작.

## 철도 차량
수년에 걸쳐, 이 노선에서는 3가지 유형의 차량이 사용되었다. 개통 초기에는 301형 열차 편성을 사용했다. 1999년에는 341형 열차 편성을 일부만 사용하였다. 2007년에는 371형 열차 편성 일부가 도입되었다. 현재 이 노선에서는 2012년 9월 30일 둥문 역이 개통되면서 원래의 301형이 단수이선과 신뎬선 운행으로 축소된 후 371형 열차를 운행하고 있다.

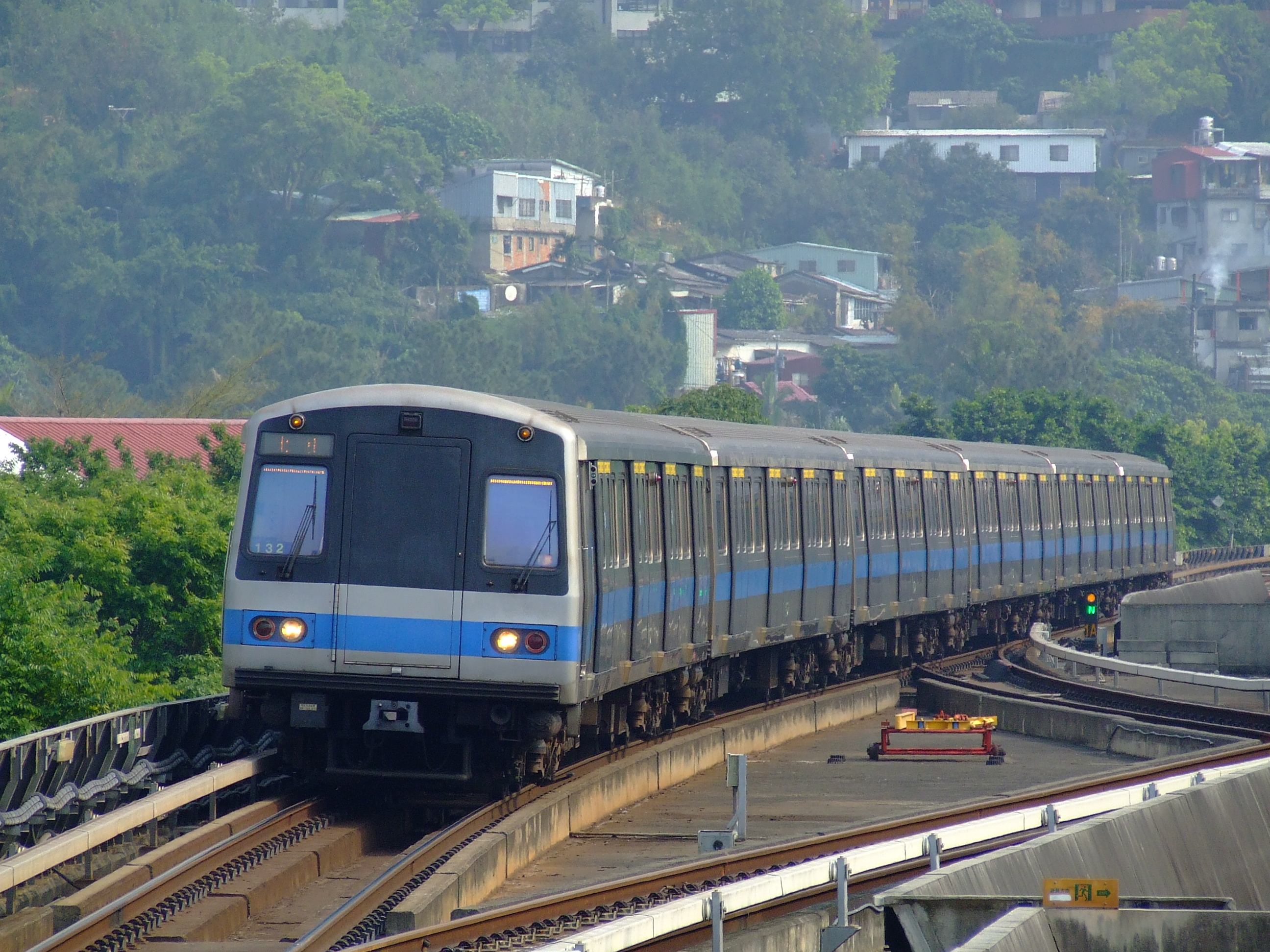
C301형
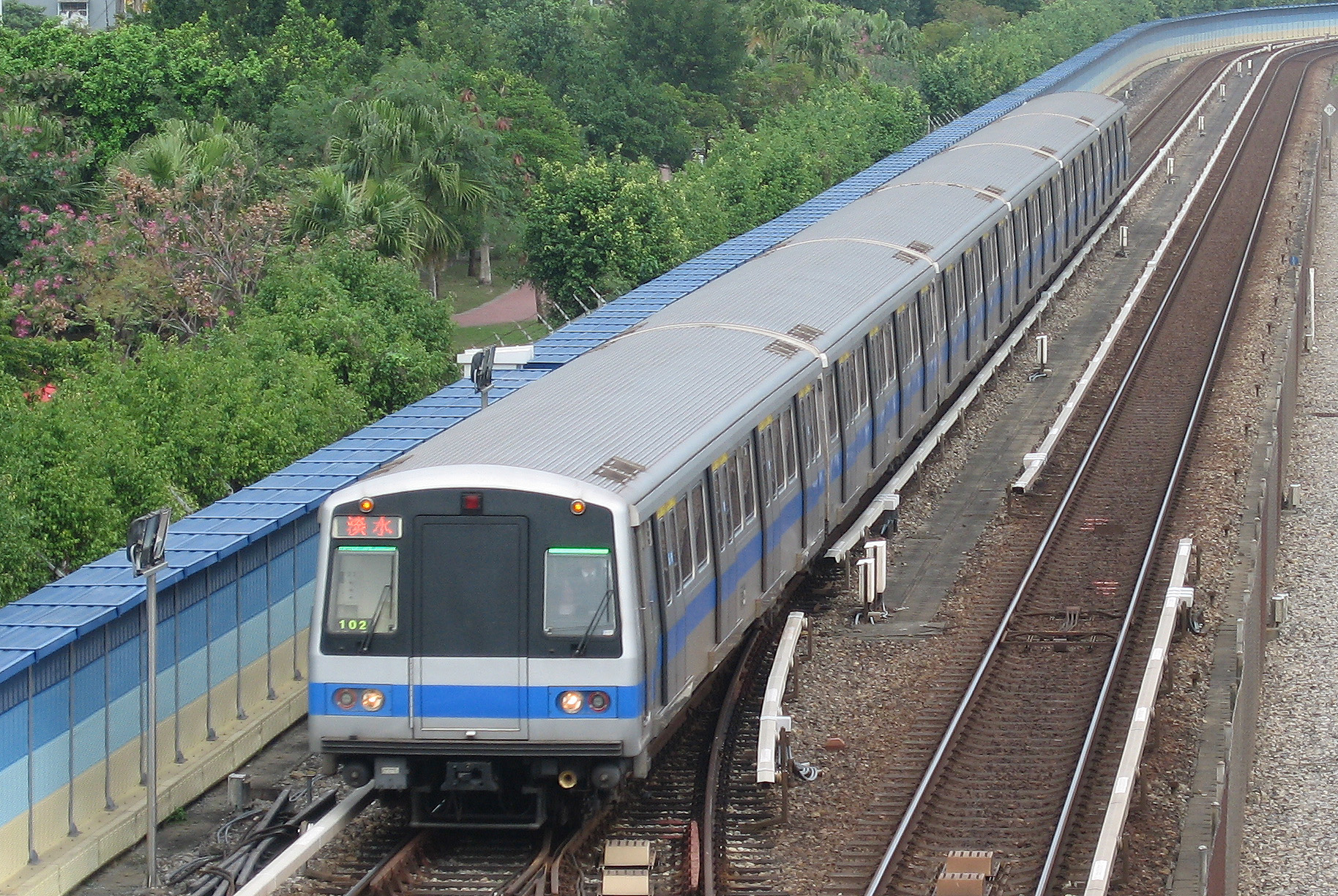
C371형

## 열차 운행 방식
2017년 10월 비혼잡 시간 기준의 배차 간격은 아래와 같다.
- 시간당 7대 : 후이룽—난스자오
- 시간당 7대 : 루저우—난스자오

## 역 소개
| 역 번호                        | 역명                         | 역명                | 역명                                                          | 접속 노선                                                 | 소재지     | 소재지        |
| 역 번호                        | 한국어                       | 중국어              | 영어                                                          | 접속 노선                                                 | 소재지     | 소재지        |
| ------------------------------ | ---------------------------- | ------------------- | ------------------------------------------------------------- | --------------------------------------------------------- | ---------- | ------------- |
| O54                            | 루저우 (루저우리자이)        | 蘆洲 (蘆洲李宅)     | Luzhou (Luzhou Lee Family Historic Estate)                    | ■ 타이베이 첩운 우구타이산선                              | 신베이시   | 루저우구      |
| O53                            | 싼민 고등학교 (쿵중대학)     | 三民高中 (空中大學) | Sanmin Senior High School (National Open University)          |                                                           | 신베이시   | 루저우구      |
| O52                            | 쉬후이 고등학교              | 徐匯中學            | St. Ignatius High School                                      | ■ 타이베이 첩운 환상선                                    | 신베이시   | 루저우구      |
| O51                            | 싼허 중학교                  | 三和國中            | Sanhe Junior High School                                      |                                                           | 신베이시   | 싼충구        |
| O50                            | 싼충 초등학교                | 三重國小            | Sanchong Elementary School                                    |                                                           | 신베이시   | 싼충구        |
| ↓다차오터우 역 (난스자오 방면) |                              |                     |                                                               |                                                           |            |               |
| O21                            | 후이룽 /러성                 | 迴龍 /樂生          | Huilong /Lo-sheng                                             | ■ 타이베이 첩운 완다중허수린선 ■ 타오위안 첩운 종선       | 신베이시   | 신좡구        |
| O20                            | 단펑                         | 丹鳳                | Danfeng                                                       |                                                           | 신베이시   | 신좡구        |
| O19                            | 푸런 대학교                  | 輔大                | Fu Jen University                                             |                                                           | 신베이시   | 신좡구        |
| O18                            | 신좡 (신좡먀오제)            | 新莊 (新莊廟街)     | Xinzhuang (Xinzhuang Temple Street)                           |                                                           | 신베이시   | 신좡구        |
| O17                            | 터우첸좡 (타이베이병원)      | 頭前庄 (臺北醫院)   | Touqianzhuang (Taipei Hospital)                               | ■ 타이베이 첩운 환상선                                    | 신베이시   | 신좡구        |
| O16                            | 셴써궁                       | 先嗇宮              | Xianse Temple                                                 |                                                           | 신베이시   | 싼충구        |
| O15                            | 싼충                         | 三重                | Sanchong                                                      | 타오위안 국제공항 첩운                                    | 신베이시   | 싼충구        |
| O14                            | 차이랴오 (신베이시립병원)    | 菜寮 (新北市立醫院) | Cailiao (New Taipei City Hospital)                            |                                                           | 신베이시   | 싼충구        |
| O13                            | 타이베이 대교                | 台北橋              | Taipei Bridge                                                 |                                                           | 신베이시   | 싼충구        |
| O12                            | 다차오터우 (다차오초등학교)  | 大橋頭 (大橋國小)   | Daqiaotou (Daqiao Elementary School)                          | 타이베이 첩운 중허신루선 다른 방향 ■ 타이베이 첩운 서쯔선 | 타이베이시 | 다퉁구        |
| O11                            | 민취안시루                   | 民權西路            | Minquan W. Rd.                                                | 타이베이 첩운 단수이신이선                                | 타이베이시 | 다퉁구 중산구 |
| O10                            | 중산 초등학교 (칭광상가)     | 中山國小 (晴光商圈) | Zhongshan Elementary School (Qingguang Commercial Zone)       |                                                           | 타이베이시 | 중산구        |
| O09                            | 싱톈궁                       | 行天宮              | Xingtian Temple                                               | ■ 타이베이 첩운 민성시즈선                                | 타이베이시 | 중산구        |
| O08                            | 송장 난징                    | 松江南京            | Songjiang Nanjing                                             | 타이베이 첩운 쑹산신뎬선                                  | 타이베이시 | 중산구        |
| O07                            | 중샤오 신성 (타이베이과기대) | 忠孝新生 (台北科大) | Zhongxiao Xinsheng (National Taipei University of Technology) | 타이베이 첩운 반난선                                      | 타이베이시 | 다안구 중정구 |
| O06                            | 둥먼                         | 東門                | Dongmen                                                       | 타이베이 첩운 단수이신이선                                | 타이베이시 | 다안구 중정구 |
| O05                            | 구팅                         | 古亭                | Guting                                                        | 타이베이 첩운 쑹산신뎬선                                  | 타이베이시 | 다안구 중정구 |
| O04                            | 딩시                         | 頂溪                | Dingxi                                                        |                                                           | 신베이시   | 융허구        |
| O03                            | 융안 시장                    | 永安市場            | Yongan Market                                                 |                                                           | 신베이시   | 융허구 중허구 |
| O02                            | 징안                         | 景安                | Jingan                                                        | ■ 타이베이 첩운 환상선                                    | 신베이시   | 중허구        |
| O01                            | 난스자오                     | 南勢角              | Nanshijiao                                                    |                                                           | 신베이시   | 중허구        |

## 안내방송
중국어, 영어, (일본어, 한국어,) 대만어, 객가어로 안내
일본어와 한국어로 안내하는 역은 다음과 같습니다.
- 민취안시로
- 쑹장 난징
- 중샤오 신성
- 둥먼
- 구팅